# 楊相 (永樂進士)
楊相，江西泰和縣人，明朝政治人物，進士出身。

## 生平
杨士奇之侄。永樂二年（1404年）中會元，登二甲第一名進士，授翰林院庶吉士。解縉奉永樂帝之命選士，從新科進士中選楊相等入文淵閣。之後參與修撰《文献大成》。